# Do wszystkich chłopców, których kochałam (film)
Do wszystkich chłopców, których kochałam (ang. To All The Boys I’ve Loved Before) – amerykańska komedia romantyczna na podstawie powieści Jenny Han o tym samym tytule. W rolach głównych wystąpili: Lana Condor, Noah Centineo, Janel Parrish oraz Anna Cathcart. Film miał swoją premierę 17 sierpnia 2018 roku na platformie Netflix.

## Fabuła
Nieśmiała Lara Jean (Lana Condor) pisze listy do chłopców, w których była zakochana. To był jej sposób na odreagowanie emocji, ale wkrótce niewinne zapiski na papierze trafiają do adresatów, a życie nastolatki wywraca się do góry nogami.

## Obsada
- Lana Condor jako Lara Jean Covey
- Noah Centineo jako Peter Kavinsky
- Janel Parrish jako Margot Covey
- Anna Cathcart jako Kitty Covey
- Emilija Baranac jako Genevieve
- Israel Broussard jako Josh Sanderson
- Andrew Bachelor jako Gabe Rivera
- John Corbett jako dr Dan Covey
- Madeleine Arthur jako Chris
- Trezzo Mahoro jako Lucas James
- Jordan Burtchett jako John Ambrose McClaren
- Yael Yurman jako Tiny Freshman
- June B. Wilde jako Joan
- Joey Pacheco jako Owen Kavinsky
- Kelcey Mawema jako Emily Nussbaum

## Produkcja
Film kręcono w Vancouver (Kolumbia Brytyjska, Kanada), w tym w Point Grey Secondary School.
Jednym z producentów jest aktor Will Smith.

## Odbiór
Krytycy Rotten Tomatoes przyznali filmowi wynik 95% ze średnią ocen 7,3/10. Metacritic oceniło film w skali 62 punkty na 100.